# Pee-Wee’s irre Abenteuer
Pee-Wee’s irre Abenteuer (Originaltitel: Pee-wee’s Big Adventure) ist eine US-amerikanische Abenteuer-Filmkomödie von Tim Burton aus dem Jahr 1985. Es war das Spielfilm-Debüt des Regisseurs. Dem Film schloss sich 1988 die Fortsetzung Manege frei für Pee-Wee (OT: Big Top Pee-wee) an. 2016 folgte der Film Pee-wee’s Big Holiday. Die Figur des Pee-Wee Herman, immer gespielt von Paul Reubens, war schon vor dem Film bekannt von Bühnen-Auftritten und Fernsehen, unter anderem in der „Pee-wee Herman Show“. Der Film basiert auf einem anderen Film, dem Klassiker Fahrraddiebe aus Italien.

## Handlung
Der lebensfrohe Pee-Wee ist stolzer Besitzer eines roten Spezial-Fahrrads. Sein Nachbar Francis Buxton beneidet ihn darum und will es ihm abkaufen. Doch Pee-Wee lehnt ab, sein Fahrrad sei nicht zu verkaufen. Eines Tages, während eines Einkaufsbummels, bei dem er auch die in ihn verliebte Dottie trifft, wird ihm, trotz des Ankettens mit einer überlangen Metallkette, sein Fahrrad gestohlen. Sofort begibt sich Pee-Wee auf eine abenteuerliche Suche nach seinem entwendeten Schatz.
Er verdächtigt Francis, den er auch gleich zu Hause aufsucht, aber dieser streitet die Vorwürfe ab. Als Pee-Wee im Radio eine Belohnung von zehntausend Dollar für das Finden seines Fahrrads aussetzt, wird es Francis jedoch zu heiß und er beauftragt jemanden damit, das gestohlene Fahrrad loszuwerden. Aus Verzweiflung sucht Pee-Wee den Rat einer Wahrsagerin, welche ihn ins weit entfernte Alamo schickt. Mangels Fahrrad trampt Pee-Wee und wird von dem entflohenen Sträfling Mickey mitgenommen, den er durch eine Polizeikontrolle schleust. Später wird Pee-Wee ausgesetzt und macht Bekanntschaft mit dem unheimlichen Geist der Truckerin Large Marge. In einer Truckerbar angekommen, freundet er sich mit der Barkeeperin Simone an, woraufhin er Ärger mit ihrem eifersüchtigen Verehrer bekommt. Pee-Wee gelingt es zu entkommen, indem er auf einen fahrenden Zug aufspringt, und gelangt so nach Alamo, wo herauskommt, dass sein Fahrrad nicht dort ist.
Nach einem erneuten Zusammenstoß mit Simones Verehrer sowie einem unfreiwilligen Rodeo-Ritt auf einem Stier gelangt Pee-Wee vor eine Bikerbar. Aus Versehen stößt er infolge einer Kettenreaktion alle Motorräder der anwesenden Biker-Gang-Mitglieder um. Es droht ihm Übles, doch mit einer beeindruckenden Tanzeinlage kann er die Biker wieder besänftigen und macht sie sich zu Freunden. Sie geben ihm ein Motorrad, mit dem er augenblicklich verunglückt, sodass er ins Krankenhaus eingeliefert werden muss. Von Alpträumen geplagt wacht Pee-Wee dort auf und erkennt im Fernsehen sein geliebtes Rad, welches sich in den Warner Bros. Studios in Hollywood befindet. Sofort macht er sich auf den Weg dorthin.
Bei den Studios angekommen holt er sich, als Nonne verkleidet, sein geliebtes Vehikel zurück und macht sich schnell aus dem Staub. Es beginnt eine wilde Verfolgungsjagd, in deren Verlauf er auf einen rosafarbenen und einen blauen Elefanten trifft, sich den Fängen eines Fahrradpolizisten erfolgreich entziehen kann, eine Horde von Security-Mobilen durch eine in sein Spezialfahrrad eingebaute Nebelwurfmaschine und weitere Tricks abhängt, trotz laufender Aufnahmen über mehrere Sets fährt (inkl. Godzilla), einem Boot auf Rädern mit Hilfe eines Ölwerfers entrinnt und schließlich mit einem Raketenantrieb über einen Zaun hinweg fliegt und entkommen kann.
Später rettet Pee-Wee die Tiere eines Tierladens vor einem Brand und entgeht dadurch – und unter der Bedingung, dass über seine Geschichte ein Film gedreht werden darf – der Strafe für den in den Studios angerichteten Schaden. Den Film sieht er sich zusammen mit seinem Fahrrad und Dottie sowie allen Personen, die er auf seiner Reise kennengelernt hat, im Autokino an.

## Kritiken
Für das Lexikon des internationalen Films war Pee-Wee’s irre Abenteuer ein „unsäglich alberner Klamauk“, der Film sei „nur in wenigen Einfällen witzig“ und „weitgehend nervtötend“.
filmzentrale.com veröffentlichte eine Rezension von Rajko Burchardt: „Dass Burton den Film zu seinem eigenen Ursprung führt, ist eine Chuzpe von geradezu unnachahmlich bissiger Schlagkraft: Der erste Kinofilm des Regisseurs ergeht sich zunächst in fabulierender Exzentrik und quirligem Kindsgehabe, um dann hemmungslos einer dekonstruktivistischen Anarchie zu verfallen.“

## Veröffentlichung
Pee-Wee’s irre Abenteuer entstand 1985. In den USA erlebte der Film am 26. Juli 1985 seine Premiere. In Deutschland wurde er im August 1986 auf Video veröffentlicht. Am 7. Mai 1995 lief der Film erstmals im deutschen Fernsehen auf Sat.1.

## Trivia
Über den Schauspieler Paul Reubens, der die Figur Pee-Wee Herman verkörpert, machte Regisseur Tim Burton 1985 erstmals die Bekanntschaft mit dem Rock-Musiker Danny Elfman. Als man Elfman das Angebot unterbreitete, für die Komödie Pee-Wee’s irre Abenteuer die Filmmusik zu komponieren, wollte Elfman zuerst über seinen Manager der Anfrage eine Absage erteilen, weil er damals noch über keine Erfahrung als Filmkomponist verfügte. Nach reiflicher Überlegung willigte Danny Elfman schließlich doch ein. In den folgenden Jahren schrieb Elfman für etliche weitere Filme von Tim Burton den Score, zum Beispiel für Beetlejuice von 1988, Edward mit den Scherenhänden von 1990, für die beiden Batman-Filme Batman von 1989 und Batmans Rückkehr von 1992 sowie für den Stop-Motion-Film Nightmare Before Christmas von 1993. Zwischen Burton und Elfman begann eine langfristige und einander inspirierende Kollaboration.
Die Verwandlungsszene der Fernfahrerin Large Marge in eine groteske Monsterfratze wurde mithilfe von Knetanimation der amerikanischen Brüder Charles, Stephen und Edward Chiodo umgesetzt, die gemeinsam eine Firma für Stop-Motion-Filmtechnik betreiben. Die Gebrüder Chiodo haben zudem die Horrorfilme Killer Klowns from Outer Space von 1988 und Critters – Sie sind da! von 1986 sowie die Nordpol-Szenen in dem Weihnachtsfilm Buddy – Der Weihnachtself von 2003 gestaltet. Außerdem haben die Gebrüder Chiodo mehrmals mit der Zeichentrickserie Die Simpsons zusammengearbeitet.
Während der finalen Verfolgungsjagd auf dem Warner-Filmset hat die Hard-Rock-Band Twisted Sister einen Gastauftritt: Sänger Dee Snider und seine Bandkollegen drehen in besagter Szene auf einem Auto einen Musikclip zu ihrem Song Burn in hell.